# نيلسون أسايتونو
نيلسون أسايتونو (بالتاغالوغية: Nelson Asaytono)‏ مواليد 25 يناير 1967 في الفلبين، هو لاعب كرة سلة فلبيني سابق. بدأ مسيرته الاحترافية في سنة 1989. حمل الرقم 11. مثّل منتخب بلاده. اعتزل اللعب في 2006. لعب مع ستار هوتشوتز وسان ميغيل بيرمن.